# 오토와 노부코
오토와 노부코(일본어: 乙羽 信子, 1924년 10월 1일 ~ 1994년 12월 22일)는 일본의 배우이다.

## 출연 작품
- 산몬야쿠샤 (1999)
- 낚시 바보 일지 5 (1992)
- 야사 (1985)
- 천국에서 가장 가까운 섬 (1984)
- 나의 길 (1974)
- 인간의 고골 (1973)
- 추락하는 청춘 (1970)
- 더 블랙 캣 프롬 더 그루브 (1968)
- 향료의 향 (1964)
- 무와 당근 (1964)
- 오니바바 (1964)
- 모주 (1961)
- 코 진 코 지츠 (1961)
- 여자의 고갯길 (1960)
- 벌거벗은 섬 (1960)
- 가을이 오다 (1960)
- 포렴 (1958)
- 아이 스레바 코소 (1955)
- 도부 (1954)
- 원폭의 아이 (1952)
- 오유우님 (1951)
- 애처 이야기 (1951)